# História cultural

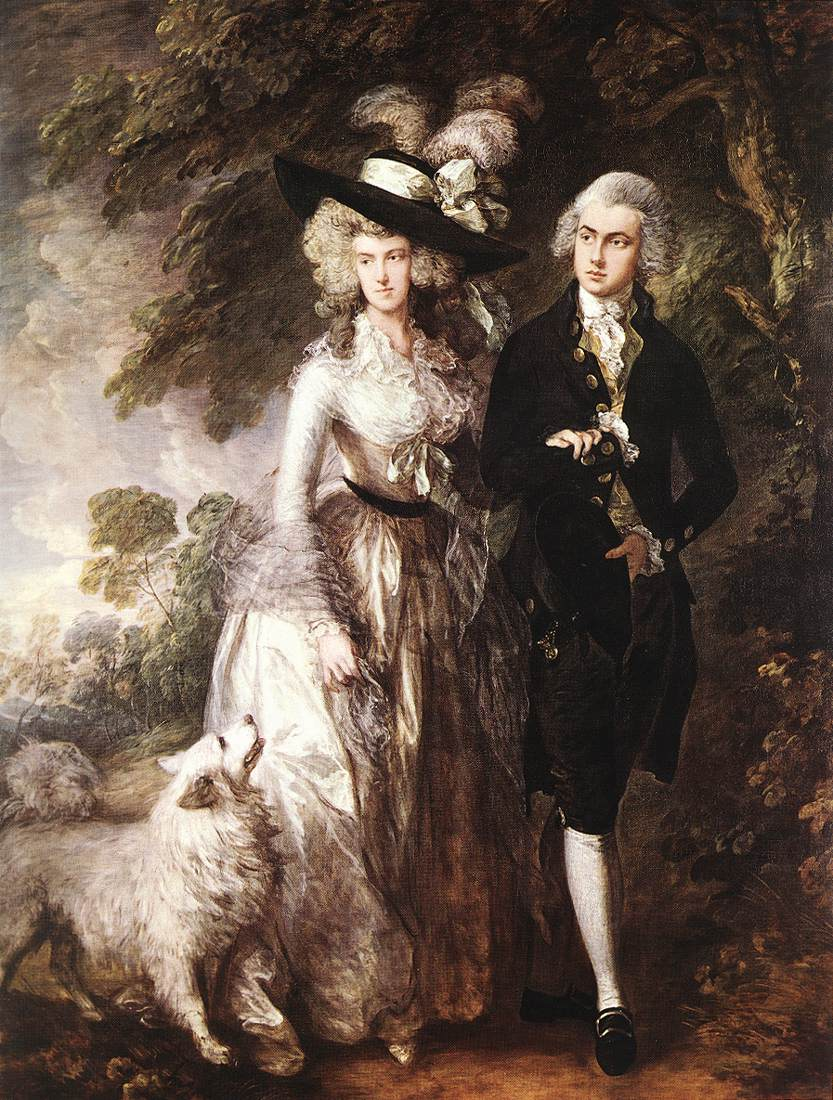
Costumes, sociabilidades, representação, um dos muitos objetos de estudo da História Cultural.
Mr. and Mrs. William Hallett
Thomas Gainsborough (1785),
National Gallery, Londres

História cultural (do termo alemão Kulturgeschichte ou Kulturhistorik), ao menos em sua definição comum a partir da década de 1970, frequentemente combina as abordagens da antropologia e da história para olhar para as tradições da cultura popular e interpretações culturais da experiência histórica e humana. A história cultural ocupa-se com a pesquisa e representação de determinada cultura em dado período e lugar e as representações coletivas a individuais que comunidades produzem de si mesmas. Ela não se dedica diretamente à história política ou à história oficial de países ou regiões. Na história cultural a cronologia não é tão relevante quanto na historiografia política.

## Conceito
O conceito de uma "História da Cultura" nos remete ao fim do século XVIII e baseia-se na crença do Iluminismo de que se deve observar e estudar a contínua e permanente evolução (ou desenvolvimento) da humanidade, inclusive elementos e comportamentos decorrentes do acaso ou ainda inconscientes. Fazem parte também da vasta gama de fontes de estudo da história cultural, portanto, muitos referenciais cotidianos. O historiador Peter Burke, em seu livro "O que é História Cultural?", divide a histórica cultural em quatro fases:
- 1ª - A clássica, entre 1800 e 1950
- 2ª - História Social da Arte, que começou na década de 1930
- 3ª - História da Cultura Popular, surgida na década de 1960
- 4ª - Nova História Cultural, a partir da década de 1980

São elementos da história cultural: as relações familiares, a língua, as tradições, a religião, a arte e algumas ciências. Nesse ínterim, analisando a gama heterogênea de subsídios que compõe a história cultural, afirma-se que a mesma se trata de uma matéria interdisciplinar, ou ainda, multidisciplinar, visto que abarca várias fontes científicas de estudo, tais como: etnologia, geografia, antropologia, literatura, economia, entre outras. Por esta razão, vários autores que não são especificamente historiadores, contribuíram de maneira substancial para o desenvolvimento da História Cultural, sobretudo em suas duas últimas fases. Pode-se citar como exemplos que auxiliaram na construção dessa nova teoria cultural os autores Mikhail Bakhtin, Norbert Elias, Michel Foucault e Pierre Bourdieu.
A história cultural se sobrepõe, em sua abordagem, ao movimento francês da história das mentalidades e à chamada Nova História. Na França, um dos expoentes mais conhecidos da História Cultural é Roger Chartier.
A antropologia é uma ciência jovem, porém a compreensão do homem e das obras por ele produzidas alcançou profundos significados como, por exemplo, a necessidade de perceber as semelhanças, a grande diversidade de modos de existência do homem.
Os antropólogos culturais estudam as maneiras e descobertas para fazer frente a seus problemas, tais estudiosos da cultura procuram compreender como determinado modo pode atingir determinado fim. Tentar determinar como formas estabelecidas de tradição se transformam com o decorrer do tempo, e com o uso da influência da herança cultural.
Segundo Melville Herskovits, esta preocupação pela cultura acha-se presente em qualquer aspecto particular da existência humana que possa ser objeto de interesse imediato para um antropólogo.
O homem vive em várias dimensões no espaço, ambiente natural, e exerce  uma interminável influência. É membro de uma sociedade com seus companheiros, cooperando entre eles para a manutenção de seu grupo, porém o homem não é único. O que distingue o homem dos outros animais é a cultura, que  reúne tudo isso, proporcionando assim ao homem o meio de adaptar-se as complexidades do mundo em que nasceu.
Há muitas definições de cultura. Entre elas, Herskovits destaca que cultura é a parte do ambiente feito pelo homem, nela está implícita que a vida do homem transcende em dois cenários: o habitat natural e seu ambiente social. Para entender a natureza essencial da cultura é preciso entender que cultura é universal na experiência do homem, que ela é estável e também dinâmica, que está em constante mudança e que cultura enche e determina amplamente o curso de nossas vidas e raramente interfere no pensamento consciente.

## História cultural como memória social
Levar em conta a história como memória cultural é algo que não se pode definir com tanta certeza e nem se definir se essa memória é individual ou coletiva. Fatos históricos fazem parte da nossa memória. Mesmo quando não vivemos o ocorrido, tomamos para nós como se tivéssemos feito parte daquele fato. A história cultural é levada conosco por onde vamos, como parte daquilo que representa o nosso passado e simboliza nossas raízes. Somos levados a isso por meio de informações que recebemos e vamos agregando às nossas memórias.
Monumentos, datas e manifestações são o que nos fazem lembrar de fatos dos quais não participamos, mas que fazem parte de nossa vidas. O sete de setembro no Brasil, o quatro de julho nos EUA , as estátuas erguidas em homenagem aos soldados mortos na guerra, a crença trazida da África pelos negros, - são muitos os exemplos que nos fazem transcender do campo de memória coletiva para nossa memória individual, nos tornando parte do fato. Nossa memória individual é construída por aquilo que historiadores chamam de "Lei dos Avós". Embora essa lei tenha sido duramente criticada, por se achar que os avós não vivem tempo suficiente para transmitir aos seus netos a importância de se conservar e disseminar as tradições.
Como existe a chamada memória social, existe também a amnésia social, que consiste na situação em que nos “forçam” a esquecer o passado, por exemplo quando um governante decide apagar algo que manche sua administração. Um caso notório na história é o do rei Luís XIV, que mandava fazer medalhas para comemorar os principais acontecimentos do Reino. Ele mandou fazer uma medalha pela completa destruição da cidade de Heidelberg em 1693, porém quando foram compilar essas medalhas a de Heidelberg “sumiu”, por acreditarem que esta manchava o reinado de Luís XIV.
Nem sempre o que é apagado da história oficial é esquecido pela memória social, que continua a agregar a certas coisas os mesmos fatos que foram apagados por aquela. Um exemplo disso foi notado na Bulgária, onde o nome de uma via pública (12 de novembro) foi mudado para 1 de maio, porém persistiu sendo ainda chamado pelas pessoas pelo seu antigo nome.
A análise de memória social e memória individual é um tanto ilusória quanto fascinante, pois não pode se analisar uma sem a outra, visto que ambas estão ligadas, formando a história e cultura de um povo.

## História da cultura e História cultural
A análise entre Cultura e a História inclui diversas teorias sociais e filosóficas existentes. Muitos e variados são os problemas de métodos em que o historiador ouse andar em territórios ainda misteriosos da História da Cultura. O autor Francisco Falcon (2002 p. 57) brinca: "E começar pela pergunta que fará a esfinge: E quem garante que a Cultura tem realmente História?". Sendo que se a Cultura tenha mesmo uma história, qual o objetivo da História da Cultura? 
Sabemos que história é feita atráves de historiadores, seguindo sempre um conhecimento histórico a partir de uma noção ou conceito sobre aquela determinada "História-realidade", utilizando pressupostos ou até mesmo memórias tendo assim uma relação entre conhecimento e realidade, transformando-se em uma produção histórica.
Hoje em dia a Cultura vem perdendo seu conceito. Historiadores e filósofos entendem que a cultura não possui transparência de significação, por isso utilizam descrições e contribuições da Antropologia e da Etnologia. Na realidade a Cultura tem um reconhecimento de um nome aplicável a um campo semântico, e tal como, em contínuo processo de ampliação e complexificação.
A história da cultura ou Geistgeschichte é baseada em conceitos hegelianos de Volksgeist e Zeitgeist - um é o espírito nacional ou popular e o outro o espírito da época ou tempo, junto com o Weltanschauung - espírito da visão do mundo. Embora com alguns exageros, a história da cultura era altamente elitista e estetizante. Deixada de lado esta versão tradicional, a história da cultura muda de nome, chamando-se história cultural, tendo as perspectivas ora ambiciosas ora modestas, mas sempre concretas em termos históricos. Suas antigas concepções holísticas, teleológicas e homogeneizantes, passam a ser substituídas pela busca pela concretude e valorização do individual, autores e obras, e por abordagens embasadas na semiótica e teoria literária.
A História Cultural não se torna isenta nem imune a significações conflitantes, no qual sua intenção é reviver o caráter historicista entre o mundo natural e o mundo cultural. Os marxistas por sua vez tendem a identificar tal história apenas com estudos das formas de consciência social ou aspectro ideológico de superestrutura. Segundo Francisco Falcon (2002, p. 75), "No momento atual, os historiadores estão em geral mais interessados na história cultural, inclusive a maioria dos que transitaram da Antropologia para a História e vice-versa. Mas isto não significa a eliminação pura ou simples, de uma história da cultura, como se viu, por exemplo, nos países da Europa Oriental nos anos 70 e 80."

## História cultural no Brasil
No Brasil, esta abordagem interdisciplinar teve seus pródromos com o filólogo e historiador João Ribeiro na sua obra História do Brasil, de 1901, e foi desenvolvida pelos trabalhos do antropólogo Gilberto Freyre (Casa-Grande & Senzala, 1933) e do historiador Sérgio Buarque de Holanda (Raízes do Brasil, 1936).

## Cultura brasileira
Na cultura brasileira geralmente são identificados três elementos principais: a junção do indígena, africano e europeu, influências do meio, pelas diversas atividades econômicas, pela criatividade nativa e pela incorporação de outros contextos culturais estrangeiros. "Assim, logo foram se distinguindo dois planos culturais no Brasil: o erudito, marcado pela branquidade e europeidade alienado e alienante; e o vulgar, das camadas subalternas, mais criativo, mais aberto à convivência humana e ao atendimento imediato das necessidades espirituais.ela pode ter mudado muito na história "
O Brasil colônia, diferente das etnias indígenas e africanas, alcançou através de uma civilização agrária, urbana e rural, graças as instituições sócio culturais europeias. Cresceu, então, um Brasil com dois planos culturais: um marcado pelo branco, europeu e outro criativo recheado de elementos indígenas e africanos. Foi nessa fusão criativa que o Brasil edificou a cultura brasileira.